# Acacia deflexa
Acacia deflexa é uma espécie de leguminosa do gênero Acacia, pertencente à família Fabaceae.